# Den russisk-persiske krig (1804-1813)
Den russisk-persiske krig (1804-1813) var en af mange krige mellem Det russiske kejserrige og Persien og vedrørte som så mange af de øvrige krige en territorial konflikt. Den nye persiske shah Fath Ali Shah Qajar ønskede at generobre magten i det område, der i dag udgøres af det nordlige Georgien, der var blevet annekteret af den russiske zar Paul 1. flere år tidligere under den russisk-persiske krig i 1796. Som sin persiske modpart var også den russiske hersker, zar Aleksandr 1. nytiltrådt på tronen og tilsvarende besluttet på at opnå territoriale gevinster. 
Krigen blev afsluttet ved Gulistan-traktaten, hvorved Persien anerkendte, at tidligere omstridt territorium i Georgien tilhørte Rusland, ligesom Persien overlod de persiske territorier i Dagestan og størstedelen af, hvad der i dag er  Aserbajdsjan og en mindre del af Armenien til Rusland.

## Baggrund
Konflikten havde sit udspring i Ruslands indgåelse af Georgievskij-traktaten, der gjorde kongedømmet Kartli-Kakheti i det østlige Georgien til et russisk protektorat. Kongedømmet havde i en lang årrække været en persisk vasal, men havde ved indgåelsen af traktaten med Rusland søgt russisk beskyttelse. Udover overtagelsen af Kartli-Kakheti havde Rusland efter mordet på zar Paul 1. i 1801 fortsat den ekspansive politik i Kaukasus. I 1803 angreb den øverstkommanderende for de russiske styrter i Kaukasus, Pavel Tsitsianov, Gandja og indtog byens citadel den 15. januar 1804. Byens persiske guvernør Javad Khan Qajar blev dræbt og et stort antal af byens indbyggere blev dræbt. Den Qajar-iranske regent, Fath Ali Shah, anså Rusland ikke blot som en kilde til uro i Kaukasus, men som en direkte trussel mod Persiens interesser i Armenien, Karabakh og Aserbajdsjan.

## Uligevægt mellem de kæmpende hære
Krigen blev udkæmpet i en meget urolig periode i Europa, der var præget af Napoleonskrigene. Rusland var i perioden optaget af krige mod Osmannerriget og mod Sverige, ligesom Rusland deltog i den Fjerde koalitionskrig mod Napoleons Frankrig og efter det engelske angreb på Danmark-Norge i 1807 havde erklæret krig mod Storbritannien. Udover deltagelsen i de europæiske krige, var Aleksandr 1. kort efter Freden i Tilsit bekymret for et fransk angreb mod Rusland. Russerne kunne derfor ikke indsætte større troppeenheder mod perserne i Kaukasus og måtte i stedet forlade sig på med overlegen teknologi og strategi samt bedre kvalitet af soldater at bekæmpe den numerisk overlegne persiske hær. Rusland rådede dog kun over ca. 10.000 mand i Kaukasus overfor persernes op til 50.000 mand.

## Krigens forløb
I slutningen af 1803 forlangte den russiske hærfører Pavel Tsitsianov, at Gandja-khanatet i det sydøstlige Georgien tilsluttede sig Rusland. Kravet overfor Gandja-khanatet gik videre end hvad russerne hidtil havde gjort i Kaukasus, hvor de havde søgt at samle Georgien under Rusland og at indtage områder med overvejende kristen befolkning. Den 3. januar (15. januar efter den gregorianske kalender) 1804 indtog Tsitsianov Gandja med en del blodsudgydelse. Den persiske hær, der kom til undsætning ankom for sent og trak sydpå i stedet. I juni 1804 gik Tsitsianov med 3.000 mand mod en den armenske by Ejmiatsin, der var beliggende i den persisk kontrollerede del af Armenien (Jerevan-khantatet). En persisk hær på 18.000 mand hindrede dog russerne i at indtage byen, hvorfor de russiske tropper i stedet rykkede mod Jerevan, der blev belejret i juli-september. Russerne indtog byen, men perserne holdt de omkringliggende områder og citadellet. Sygdom og manglende forsyninger tvang russerne til at trække sig tilbage fra Jerevan og tilbage til Georgien. 
I begyndelsen af 1805 indtog russerne Shuragel-sultanatet og i maj Karabakh-Khanatet og Shaki-khanatet. I september 1805 slog et søangreb mod Baku fejl, men i november samme år rykkede Tsitsianov mod Baku, som blev indtaget. Da Tsitsianov den 8. februar 1806 skulle modtage den formelle overgivelse af Baku blev Tsitsianov dræbt. Gudovitj overtog titlen som vicekonge i de indtagne khanater. 
I december 1806 erklærede Det Osmanniske Rige krig mod Rusland, der herefter kæmpede mod også osmannerne i Kaukasus (og på Balkan). Russerne flyttede derfor en del tropper mod vest til at dække fronten mod osmannerne og der blev indgået en våbenhvile med perserne og de lokale khanater. Kampene blusse op igen i 1808, da russerne indtog Ejmiatsin og opnåede kontrol med en række landområder syd for Sjirvan. I september 1808 angreb Gudovitj Jerevan, men angrebet slog fejl og omkring 1.000 mand døde under tilbagetoget af sult og kulde. Gudovitj tog sin afsked og blev afløst af Aleksandr Tormasov. Det lykkedes Tormasov at drive perserne tilbage fra en række positioner i 1809 og i 1810 lykkedes det at slå et persisk angreb på Karabakh tilbage.
I begyndelsen af 1812 lykkedes der perserne at indtage Karabakh. Det sjældne nederlag under krigen medførte, at russerne flyttede general Pjotr Kotljarevskij fra den tyrkiske til den persiske front. I sommeren 1812, umiddelbart inden Frankrigs invasion af Rusland, indgik Rusland en fredsaftale med Osmannerriget. På trods af den overhængende fare for en fransk invasion i Rusland, overførte russerne tropperne fra den osmanniske front til den persiske front i stedet for at trække dem tilbage til Rusland. Napoleon invaderede Rusland den 24. juni 1812 med sin grande armee, men russerne fortsatte på trods af dette krigen i Kaukasus. Den russiske hærfører Pjotr Kotljarevskij opnåede sejre i Aslan duz og Lenkoran i 1812 og 1813. 
Nyheden om Napoleons nederlag nåede Persien i foråret 1813. Uden sin franske allierede og uden helhjertet støtte fra Storbritannien var situationen vanskelig for perserne, og der blev indgået våbenhvile i efteråret 1813. Der blev indgået en fredsaftale med Gulistan-traktaten, hvorved perserne opgav krav på  Dagestan og Georgien, ligesom Rusland annekterede størstedelen af de erobrede områder. Derved blev de tidligere betydningsfylde khanater i Kaukasus underlagt Rusland.

## Britisk-fransk diplomati i Persien
Den russisk-persiske krig var et resultat af Ruslands og Persiens ønske om at dominere det transkaukasiske område. I forhold til tidligere konflikter mellem de to riger var krigen præget af de europæiske stormagters diplomatiske manøvrer i forhold til de stridende parter. Efter russerne havde besat flere af de persisk dominerede khanater, rettede Fath Ali Shah allerede i december 1804 henvendelse til Storbritannien i håb om af skaffe en allieret i konflikten. I 1805 indgik Rusland og Storbritannien imidlertid i den tredje koalitionskrig som allierede mod Frankrig, hvilket indebar, at Storbritannien afstod fra at opfylde shahens ønsker om at sende tropper til at bekæmpe Rusland i Kaukasus. Det gav mulighed for, at Frankrig kunne benytte Persien til at true både russiske og britiske interesser. Napoleon forsøgte at danne en tresidet alliance mellem Frankrig, Osmannerriget og Persien og sendte flere udsendinge til Persien for at styrke relationerne mellem rigerne. Som resultat heraf indgik Frankrig og Persien den 4. maj 1807 Finckenstein-traktaten, hvorved Frankrig støttede Persiens krav på Georgien og lovede bistand til den persiske hær. Men blot to måneder senere indgik Napoleon og Aleksandr 1. en fredsaftale ved Freden i Tilsit, hvorfor Frankrig undlod at indfri løfterne til Persien. Frankrig ydede dog en begrænset støtte til perserne i form af rådgivere, ligesom Frankrig søgte at mægle mellem parterne. Da mæglingsforsøgene ikke førte til noget, genoptog Rusland belejringen af Jerevan i 1808.
Briterne var stærkt bekymrede over den franske støtte til Persien, da de så det som en trussel mod de britiske interesser i Indien, og med den fransk-russiske forbrødring ved Freden i Tilsit, så det isolerede Storbritannien muligheder i at genoptage sine forbindelser til Persien. Storbritannien lovede i marts 1809 at yde rådgivning til den persiske hær, betale 100.000 pund sterling og at stille med 16.000 mand, såfremt Persien skulle blive invaderet af en europæisk magt, eller at mægle i konflikten, hvis der var tale om en angriber, der var allieret med Storbritannien. På det tidspunkt havde Rusland indikeret ønske om at afslutte konflikten, og briterene havde forventet, at krigen ville blive afsluttet, men briternes støtte fik Fath Ali Shah til at blive mere indstillet på at vinde krigen militært. Det britiske løfte blev nedfældet i en egentlig traktat om venskab og alliance mellem Storbritannien og Persien i 1812.
Alliancerne skiftede endnu engang, da Napoleon indledte sin invasion i Rusland i juni 1812, hvorved Rusland og Storbritannien atter blev allierede. Storbritannien befandt sig nu i samme situation som Frankrig efter Freden i Tilsit, og måtte navigere mellem at støtte sin allierede Rusland og sin allierede Persien og søgte derfor at mægle i konflikten. Russerne havde i perioder ønsket en fredsslutning, men de havde haft militær succes i en længere periode og var ikke villige til at afgive væsentlige indrømmelser, ligesom perserne heller ikke var villige til at indgå en fredsaftale. Briterne indså, at situationen var uholdbar, og i takt med, at Frankrigs felttog i Rusland udviklede sig mere og mere katastrofalt for Napoleon fik briterne presset perserne til at acceptere ændringer i den britisk-persiske alliance, hvorved briterne reducerede bistanden til Persien. 
Persien indgik fredaftale med Rusland i efteråret 1813.